# Onthophagus cambeforti
Onthophagus cambeforti é uma espécie de inseto do género Onthophagus da família Scarabaeidae da ordem Coleoptera.

## História
Foi descrita cientificamente pela primeira vez no ano de 2000 por Josso & Prévost.